# Efeito do observador
Na física, o efeito do observador são as mudanças que o ato de observação irá fazer em um fenômeno que está sendo observado. Este é muitas vezes o resultado de instrumentos que, por necessidade, alteram o estado do que medem de alguma maneira. Esse efeito pode ser observado em muitos domínios da física e muitas vezes pode ser reduzido a resultados insignificantes usando diferentes instrumentos ou técnicas de observação.
Na mecânica quântica, há um equívoco comum de que é somente a mente de um observador consciente que causa o efeito observador em processos quânticos. Esse erro está enraizado em um mal-entendido da função de onda quântica ψ e do processo de medição quântica.

## Física de partículas
Para que um elétron se torne detectável, um fóton deve primeiro interagir com ele, e essa interação inevitavelmente mudará o caminho desse elétron. Também é possível que outros meios de medição, menos diretos, afetem o elétron. É necessário distinguir claramente entre o valor medido de uma quantidade e o valor resultante do processo de medição. Em particular, uma medida do momento não é repetível em curtos intervalos de tempo. Uma fórmula (unidimensional, para simplificar) relativa às quantidades envolvidas, por conta de Niels Bohr é dada por
{\displaystyle |v'_{x}-v_{x}|\Delta p_{x}\approx \hbar /\Delta t,}
Onde
Δpx é incerteza no valor medido do momento,
Δt é a duração da medição,
vx é a velocidade da partícula antes medição.,
v '
x  é a velocidade da partícula depois medição,
ħ é a constante de Planck reduzida.
A quantidade de movimento medida do elétron é então relacionada a vx, enquanto seu momento após a medição está relacionado a v′x. Este é o melhor cenário.